# Циківська дача (Хмельниччина)
Циківська дача — ботанічна пам'ятка природи біля села Нігина Кам'янець-Подільського району на Хмельниччині (Кам'янець-Подільський лісгосп, Кам'янець-Подільське лісництво, кв. 20). 
Була оголошена рішенням Хмельницького Облвиконкому № 132 від 15.05.1975 року; Постановою Ради Міністрів УРСР  від 14 жовтня 1975 р. N 780-р набула загальнодержавного статусу. .

## Опис
Товтровий кряж на якому зростає грабово-дубовий ліс з реліктовими для Поділля рослинами: берека, клокичка периста,                                    листовик сколопендровий, ясенець білий та інші. Центральною лабораторією охорони природи Мінсільгоспу СРСР був                                   віднесений до визначних ландшафтів Радянського Союзу. Наукові дослідження природничої цінності даної території проводились з 70-х рр ХХ століття . 
Площа — 81 га.

## Скасування
Об'єкт не міститься в офіційних переліках, проте інформація про скасування статусу відсутня. З 1981 р. входить до складу заказника Циківський, з 1996 - до складу Національного природного парку «Подільські Товтри».